# Andrew Dalby
Andrew Kenneth Dalby (ur. 1947) – brytyjski językoznawca, historyk i publicysta.
Kształcił się na Cambridge University, gdzie uzyskał magisterium. Doktoryzował się na Uniwersytecie Londyńskim.
Jego dorobek obejmuje prace z zakresu językoznawstwa ogólnego. Wśród jego publikacji książkowych można wymienić: Dictionary of Languages (Columbia, 1998), Guide to World Language Dictionaries. Jest także autorem szeregu książek na temat historii kuchni i wina, m.in.: Siren Feasts: A History of Food and Gastronomy in Greece, Empire of Pleasures: Luxury and Indulgence in the Roman Empire, Dangerous Tastes: Spices in World History.